# Deutsche Meisterschaften in der Nordischen Kombination 2019

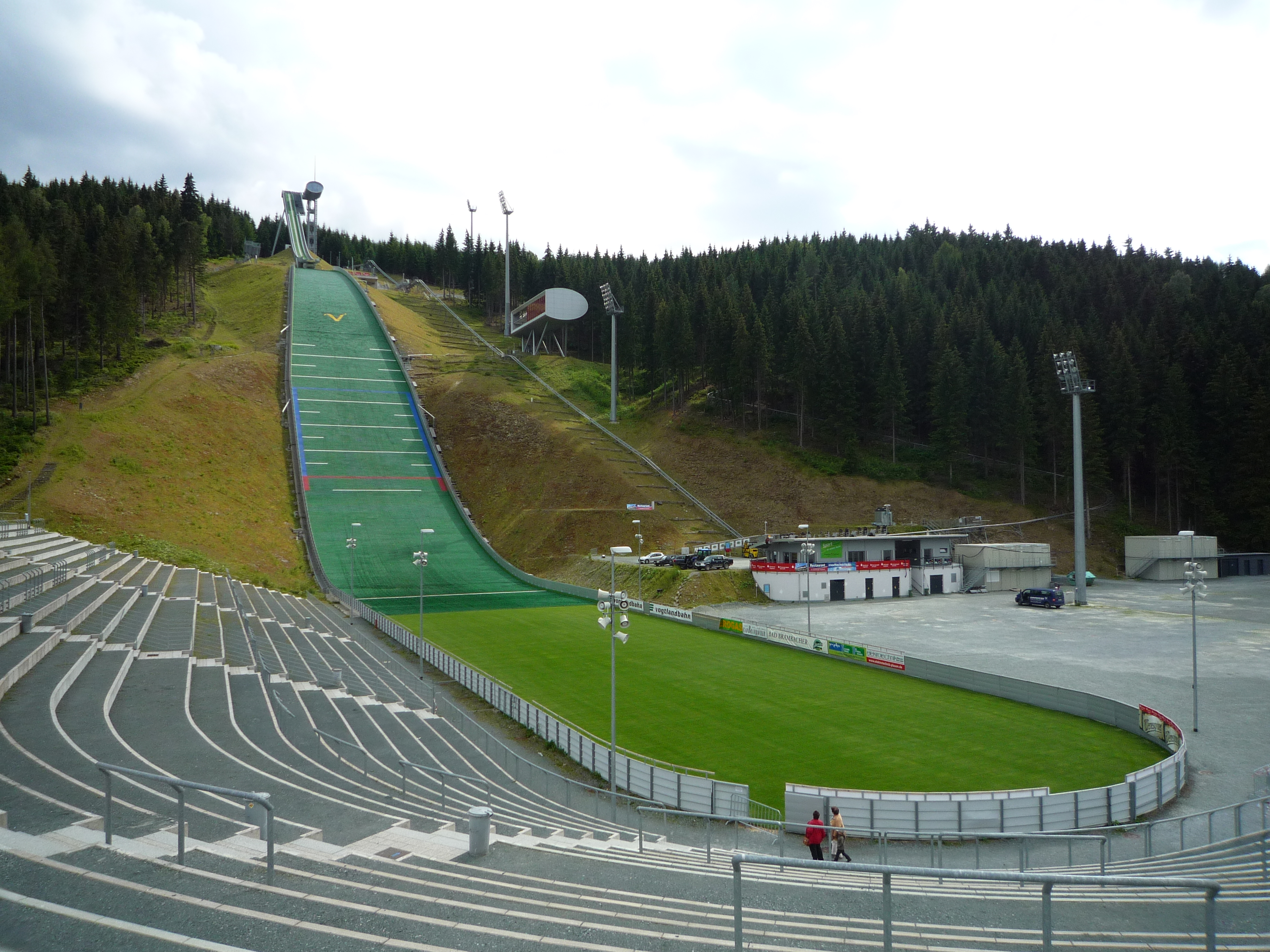
Vogtland Arena in Klingenthal

Die Deutschen Meisterschaften in der Nordischen Kombination 2019 fanden vom 18. bis 20. Oktober 2019 in den sächsischen Städten Klingenthal und Johanngeorgenstadt statt. Der Veranstalter war der Deutsche Skiverband, wohingegen der WSV 08 Johanngeorgenstadt für die Durchführung zuständig war. Die Sprungdurchgänge wurden auf der mit Matten belegten Klingenthaler Großschanze in der Vogtland Arena (K 125 / HS 140) ausgetragen, die Laufstrecken befanden sich hingegen im Stadtzentrum sowie auf der Rollerbahn in Johanngeorgenstadt. Es wurde ein Einzelwettkampf nach der Gundersen-Methode sowie ein Teamsprint abgehalten. Der Einzelwettkampf der Junioren war in dem der Senioren integriert. Es galten die offiziellen FIS-Regeln für Wettkampfausrüstung.
Die Meisterschaften fanden gemeinsam mit den Skisprung-Meisterschaften statt.

## Programm und Zeitplan
Zeitplan der Deutschen Meisterschaften:
| Datum            | Uhrzeit      | Ereignis                         | Ort                                        |
| ---------------- | ------------ | -------------------------------- | ------------------------------------------ |
| Fr., 18. Oktober | 15:30        | Mannschaftsführersitzung         | Pressezelt in der Sparkasse Vogtland Arena |
| Sa., 19. Oktober | 08:30        | Offizielles Training HS 140      | Vogtland Arena                             |
| Sa., 19. Oktober | anschließend | Provisorischer Wettkampfsprung   | Vogtland Arena                             |
| Sa., 19. Oktober | anschließend | Wertungsdurchgang Gundersen      | Vogtland Arena                             |
| Sa., 19. Oktober | 15:30        | Einlaufen                        | Stadtzentrum Johanngeorgenstadt            |
| Sa., 19. Oktober | 16:00        | Lauf Gundersen 10,6 km           | Stadtzentrum Johanngeorgenstadt            |
| Sa., 19. Oktober | anschließend | Siegerehrung                     | Stadtzentrum Johanngeorgenstadt            |
| So., 20. Oktober | 09:00        | Probedurchgang Teamsprint HS 140 | Vogtland Arena                             |
| So., 20. Oktober | 09:30        | Wertungsdurchgang Teamsprint     | Vogtland Arena                             |
| So., 20. Oktober | 12:00        | Einlaufen                        | Rollerbahn Johanngeorgenstadt              |
| So., 20. Oktober | 12:30        | Lauf Teamsprint 2 × 7,2 km       | Rollerbahn Johanngeorgenstadt              |
| So., 20. Oktober | anschließend | Siegerehrung                     | Loipenhaus Johanngeorgenstadt              |

Zudem bot der Veranstalter auf Anfrage ein freies Training in der Vogtland Arena an. Der Trainingsdurchgang fand am Freitag, den 18. Oktober von 08:30 bis 10:30 Uhr statt.

## Ergebnisse

### Einzel

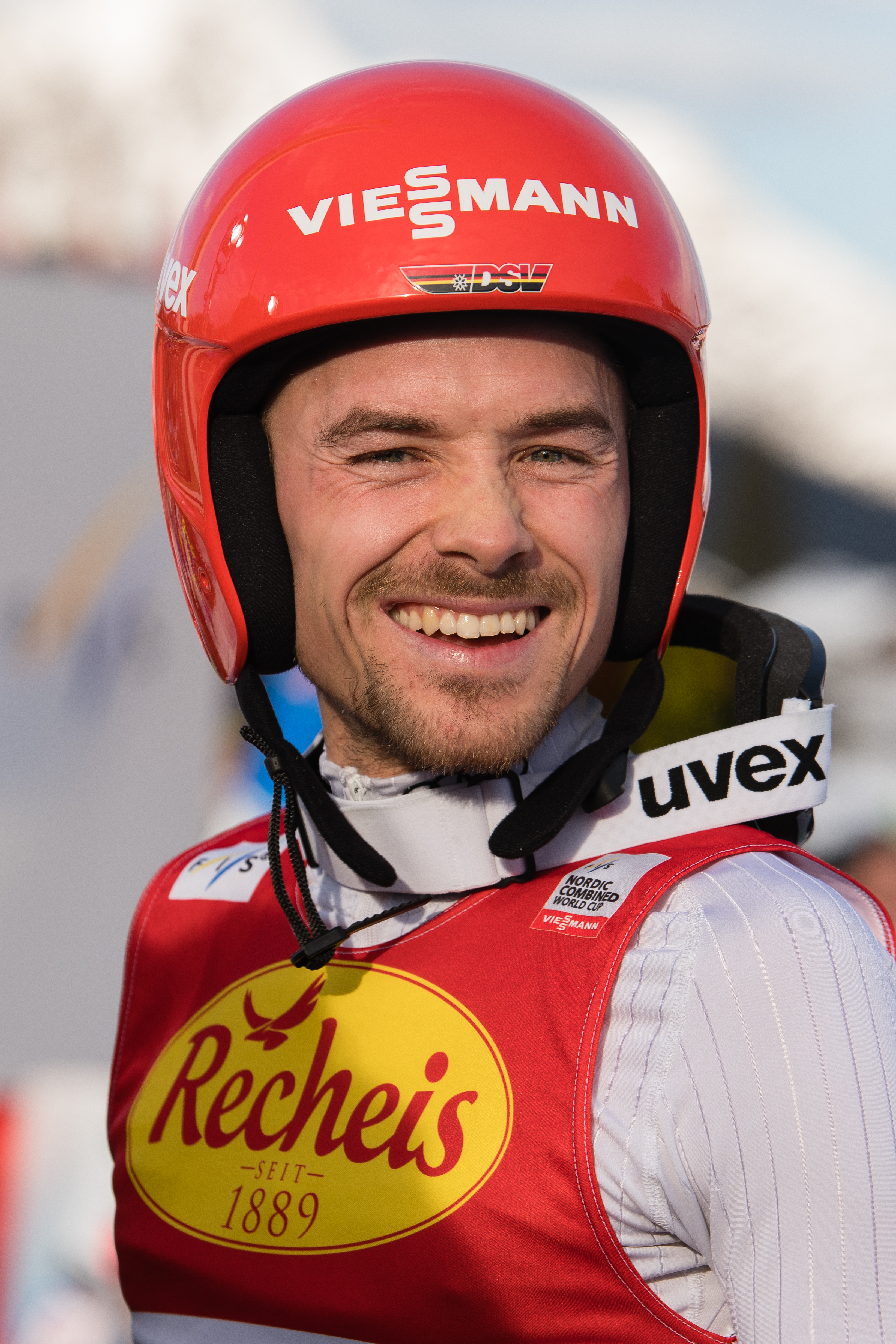
Deutscher Meister 2019 Fabian Rießle

Der Einzelwettbewerb fand am 19. Oktober 2019 in der Gundersen-Methode (HS140/10 km) statt. Es waren 33 Athleten gemeldet, jedoch kam einer nicht in die Wertung.
| Platz | Name                 | Verein            | Sprungpunkte | Laufzeit | Rückstand |
| ----- | -------------------- | ----------------- | ------------ | -------- | --------- |
| 01.   | Fabian Rießle        | SZ Breitnau       | 131,3        | 27:07,9  |           |
| 02.   | Johannes Rydzek      | SC Oberstdorf     | 121,0        | 26:37,5  | +0:11,6   |
| 03.   | Manuel Faißt         | SV Baiersbronn    | 131,9        | 27:43,1  | +0:33,2   |
| 04.   | Julian Schmid        | SC Oberstdorf     | 127,1        | 27:47,1  | +0:56,2   |
| 05.   | Terence Weber        | SSV Geyer         | 127,9        | 27:56,0  | +1:02,1   |
| 06.   | Jakob Lange          | WSV Kiefersfelden | 110,0        | 26:50,1  | +1:08,2   |
| 07.   | Eric Frenzel         | SSV Geyer         | 105,7        | 26:49,7  | +1:24,8   |
| 08.   | David Mach           | TSV Buchenberg    | 120,4        | 28:12,4  | +1:48,5   |
| 09.   | Martin Hahn          | VSC Klingenthal   | 109,6        | 27:32,2  | +1:51,3   |
| 10.   | Wendelin Thannheimer | SC Oberstdorf     | 116,1        | 28:39,0  | +2:32,1   |
| 11.   | Lenard Kersting      | SK Winterberg     | 092,6        | 27:13,0  | +2:40,1   |
| 12.   | Nick Siegemund       | VSC Klingenthal   | 114,0        | 28:39,8  | +2:41,9   |
| 13.   | Tim Kopp             | VSC Klingenthal   | 113,7        | 28:44,1  | +2:47,2   |
| 14.   | Simon Hüttel         | WSV Weißenstadt   | 116,4        | 29:39,9  | +3:32,0   |
| 15.   | Aaron Uhrmann        | WSV DJK Rastbüchl | 096,4        | 28:48,9  | +4:01,0   |
| 16.   | Justin Moczarski     | SK Winterberg     | 085,0        | 28:33,1  | +4:31,2   |
| 17.   | Jonas Maier          | SC Waldau         | 106,5        | 30:08,7  | +4:40,8   |
| 18.   | Jan Andersen         | SC Königsbronn    | 088,4        | 29:07,8  | +4:51,9   |
| 19.   | Jakob Fischer        | SSV Geyer         | 092,4        | 30:33,6  | +6:01,7   |
| 20.   | Christian Frank      | SK Berchtesgaden  | 093,4        | 30:52,7  | +6:16,8   |

### Teamsprint
Der Teamsprint fand am 20. Oktober 2019 statt. Alle 16 Teams kamen in die Wertung.
| Platz | Team                       | Name                              | Verein                              | Sprungpunkte | Laufzeit | Rückstand |
| ----- | -------------------------- | --------------------------------- | ----------------------------------- | ------------ | -------- | --------- |
| 01.   | Baden-Württemberg (SBW) I  | Manuel Faißt Fabian Rießle        | SV Baiersbronn SZ Breitnau          | 246,3        | 30:50,7  |           |
| 02.   | Sachsen (SVSAC) I          | Terence Weber Eric Frenzel        | SSV Geyer                           | 243,4        | 30:45,8  | +0:01,1   |
| 03.   | Bayern (BSV) I             | Julian Schmid Johannes Rydzek     | SC Oberstdorf                       | 230,4        | 30:35,6  | +0:16,9   |
| 04.   | Bayern (BSV) II            | David Mach Jakob Lange            | TSV Buchenberg WSV Kiefersfelden    | 226,9        | 30:51,4  | +0:39,7   |
| 05.   | Sachsen (SVSAC) II         | Tim Kopp Martin Hahn              | VSC Klingenthal                     | 228,3        | 31:23,3  | +1:08,6   |
| 06.   | Bayern (BSV) III           | Simon Hüttel Wendelin Thannheimer | WSV Weißenstadt SC Oberstdorf       | 231,6        | 31:38,8  | +1:17,1   |
| 07.   | Nordrhein-Westfalen (WSV)  | Lenard Kersting Justin Moczarski  | SK Winterberg                       | 191,5        | 31:15,9  | +2:15,2   |
| 08.   | Sachsen (SVSAC) III        | Jakob Fischer Nick Siegemund      | SSV Geyer VSC Klingenthal           | 212,4        | 32:31,2  | +2:48,5   |
| 09.   | Baden-Württemberg (SBW) II | Jonas Maier Jan Andersen          | SC Waldau SC Königsbronn            | 202,7        | 32:45,2  | +3:21,5   |
| 10.   | Bayern (BSV) V             | Andreas Schwarz Aaron Uhrmann     | WSV Reit im Winkl WSV DJK Rastbüchl | 191,4        | 32:56,8  | +3:56,1   |

### Junioren
Der Einzelwettbewerb fand am 19. Oktober 2019 bei einer Lufttemperatur von 9 °Celsius in der Gundersen-Methode (HS 140/10 km) statt.
| Platz | Name            | Verein          | Sprungpunkte | Laufzeit | Rückstand |
| ----- | --------------- | --------------- | ------------ | -------- | --------- |
| 01.   | David Mach      | TSV Buchenberg  | 120,4        | 28:12,4  |           |
| 02.   | Lenard Kersting | SK Winterberg   | 092,6        | 27:13,0  | +0:51,6   |
| 03.   | Nick Siegemund  | VSC Klingenthal | 114,0        | 28:39,8  | +0:53,4   |
| 04.   | Jan Andersen    | SC Königsbronn  | 088,4        | 29:07,8  | +3,03,4   |
| 05.   | Jakob Fischer   | SSV Geyer       | 092,4        | 30:33,6  | +4:13,2   |